# Feofan Grek

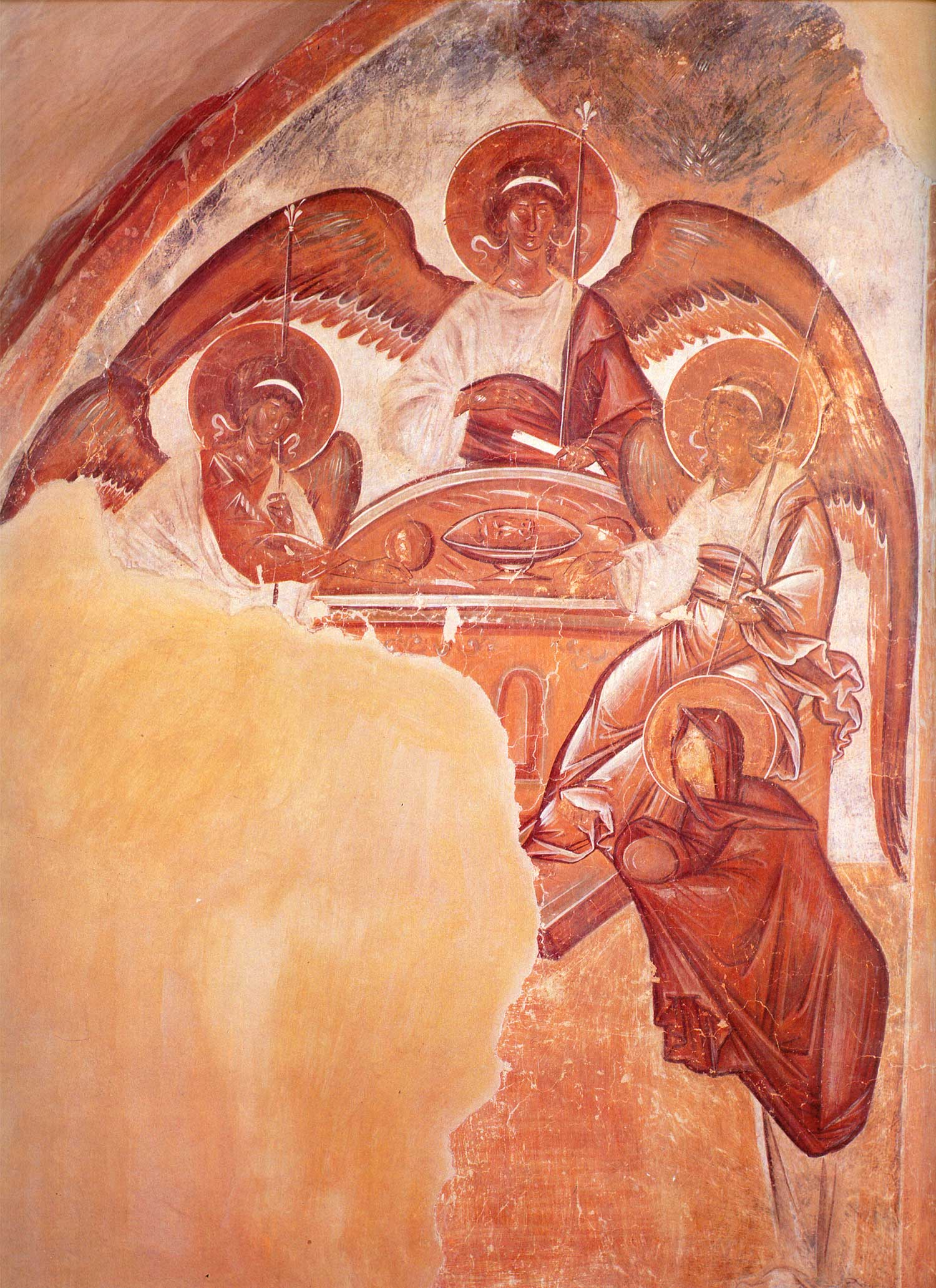
Szentháromság; freskórészlet az Úr Színeváltozása-templomból, Novgorod

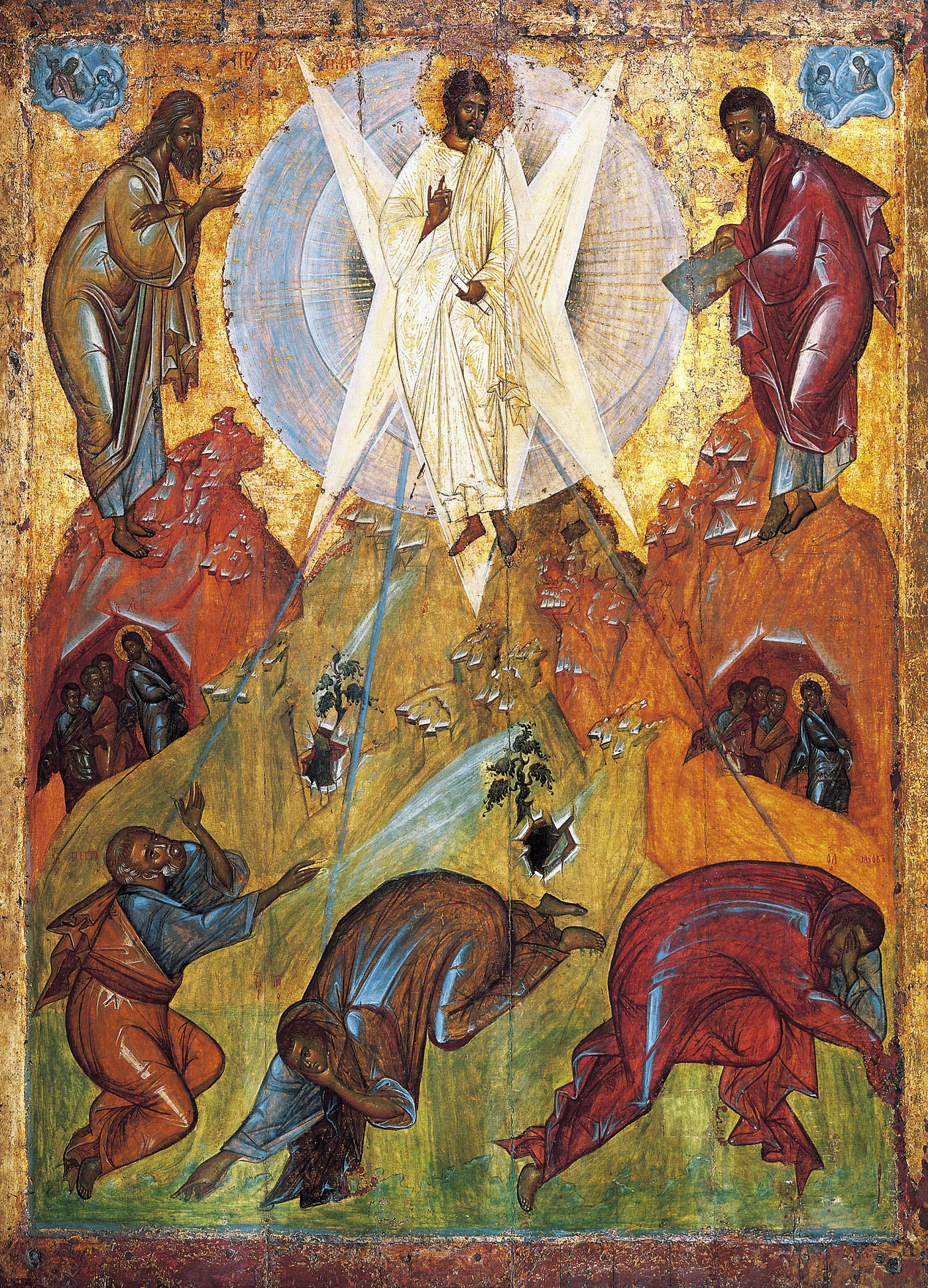
Az Úr színeváltozása, 1408.

Feofan Grek (Theophanes, a Görög, oroszul: Феофан Грек; 1340 körül – 1410 körül) egyike a legjelentősebb ikonfestőknek. Ő volt a leghíresebb orosz ikonfestő, Andrej Rubljov tanára.

## Élete és művészete
Feofan Grek a Bizánci Birodalomban született. Életéről megbízható adatokat egy szerzetes, Bölcs Jepifanyij leveléből szerezhetünk. Ő Feofan Greket mint filozófust említi, aki „ képzett könyvfestő, az ikonfestők között rendkívüli művész, aki … sajátkezűleg festett ki sok különféle kőtemplomot”. A Bizánci Birodalomban több városban is dolgozott, mielőtt 1370 körül Novgorodba költözött. Többek között Kaffában is működött, s ebben a városban nemcsak az orosz, hanem az olasz kereskedők is megfordultak, így kapcsolatba kerülhetett az itáliai kultúrával.
Novgorodban 1378-ban egy bojár bízta meg az Úr Színeváltozása-templom dekorálásával, de ezek a freskók napjainkra nagyrészt elpusztultak. Ennek ellenére itt már tetten érhető Feofan Grek művészetének sajátossága: bár művészete a bizánci festészetben gyökerezik, mégis alakjai elveszítették a bizánci művészetre jellemző merevségüket, a vonalak energikusak, a kontúrok nyugtalanok. Stílusa felülmúlhatatlan kifejezőerőben, főleg ha összevetjük a szinte monokróm színű freskókkal. Valószínűleg erőteljes színeket használt, amelyek mára csak nyomokban maradtak meg.

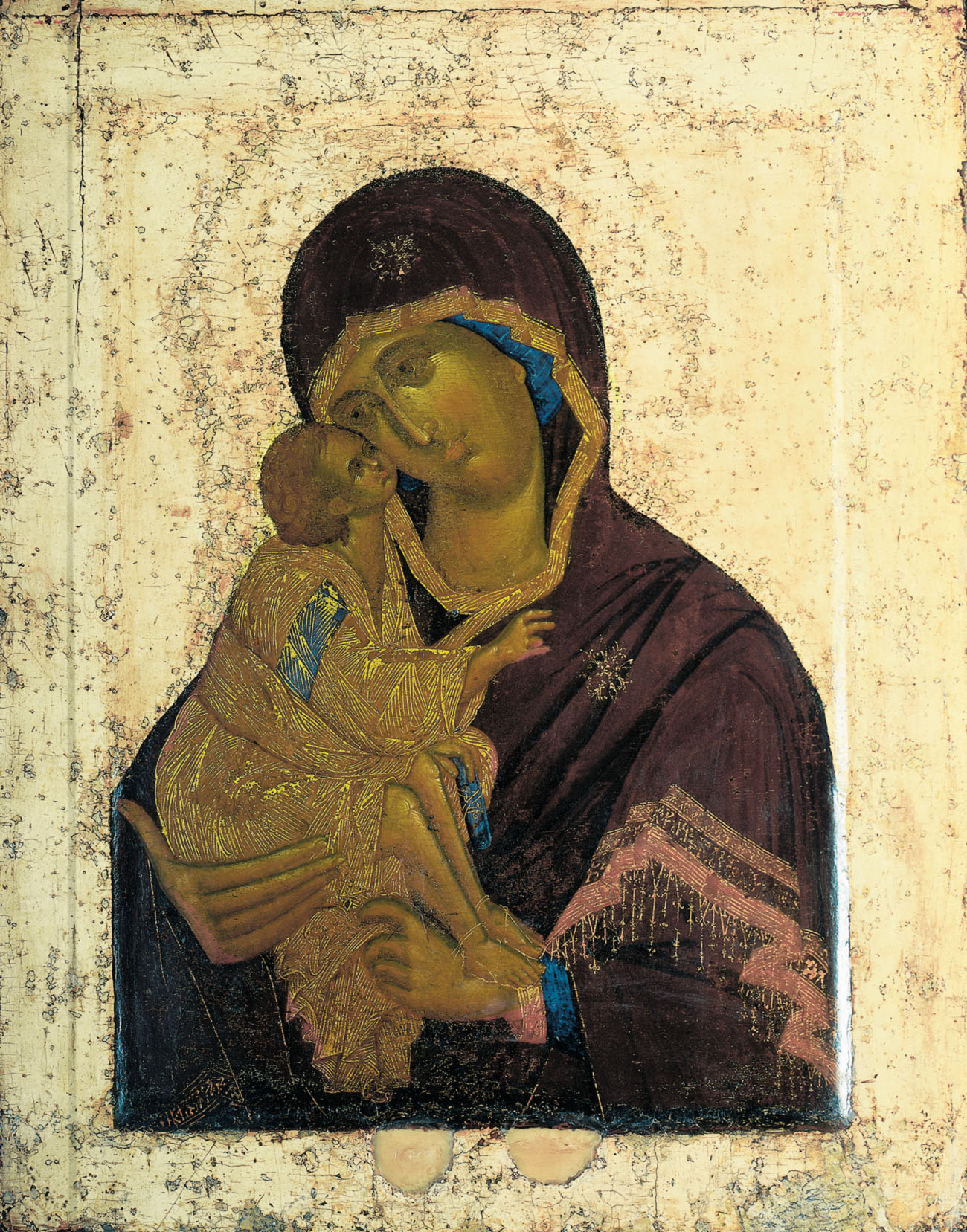
Doni Miasszonyunk, ikon, 1380 körül

1390 körül Moszkvába költözött, ahol jelentős templomok kifestésével bízták meg. Emellett Feofan Grek és műhelye készítette el az Angyali Üdvözlet-templom ikonosztázát. Bár a Kreml főterén álló templomot lerombolták, az ikonosztáz ma is látható az eredeti helyén 1484-ben épített, ma is álló templomban. Az ikonosztázt Andrej Rubljovval és Gorogyeci Prohorral együtt készítették, de Feofan Grek stílusjegyei alapján jól elkülöníthetőek az általa készített ikonok, mint a Keresztelő Szent János és az Aranyszájú Szent János. Kontúrjai változatosak, a szokatlanul mozgalmas, de egységes képet nyújtó kompozíció is elkülöníti a többi munkától. A színvilága is jellemző, a földszínek és az aranyfüst mellett az ezüsttel tompított zöld és kék, a lángoló vörös és a mélykék. A bizánci aszkétizmus és a realisztikus ábrázolás feszültsége utolérhetetlenné teszik a nagy a ikonfestő művész műveit.

## Művei

### Feofan Grek freskói
- Az Úr színeváltozása templom, 1378, Novgorod
- Istenszülő születése (Mária születése) templom, 1395, Moszkva, Kreml
- Arkangyal-székesegyház, 1399, Moszkva
- Cathedral of the Dormition, 1405, Moszkva, Kreml, Andrej Rubljovval és Gorogyeci Prohorral
- Angyali üdvözlet templom, 1405, Moszkva, Andrej Rubljovval

### Nevezetes ikonjai
- Doni miasszonyunk, 1380?
- Az Istenanya elszenderülése, 1392
- Az Angyali üdvözlet templom ikonosztáza, 1405?, Moszkva, Kreml
- Átváltozás, 1408

### Valószínűleg Feofan Grek és műhelye által díszített könyvek
- Koska-evangeliárium
- Hitrovo-evangeliárium